# Aeroporto Auaris
O Aeroporto Auaris (ICAO: SWBV) está localizado no município brasileiro de Amajari, no extremo noroeste do estado de Roraima, no interior da Terra Indígena Yanomami.
Nas cercanias do aeroporto estão localizadas as instalações do 5º Pelotão Especial de Fronteira - 5º PEF do Exército Brasileiro, o Posto Indígena Auaris da Fundação Nacional do Índio - FUNAI, o Posto de Saúde da Fundação Nacional de Saúde - FUNASA, a aldeia indígena Ye'kuana e a aldeia indígena Yanomami.